# (944) Hidalgo
Pour les articles homonymes, voir Hidalgo.
(944) Hidalgo est un astéroïde de la ceinture principale découvert par l'astronome allemand Walter Baade le 31 octobre 1920 à l'observatoire de Hambourg (029) à Bergedorf.
Sa désignation provisoire était 1920 HZ,. Elle est aujourd'hui notée A920 HZ.
Il a été nommé, à l'initiative de Baade et avec l'accord du président mexicain Álvaro Obregón, d'après Miguel Hidalgo y Costilla (1753-1811), auteur du Grito de Dolores.
Classé parmi les centaures par la JPL Small-Body Database, (944) Hidalgo serait ainsi le premier centaure à avoir été découvert. Cependant, en raison de son périhélie en deçà de l'orbite de Jupiter, il est absent de la liste des centaures du Centre des planètes mineures, qui débute par l'astéroïde cométaire (2060) Chiron, découvert par l'astronome américain Charles T. Kowal le 18 octobre 1977 à l'observatoire Palomar.
La nature cométaire de (944) Hidalgo n'est pas exclue.